# Pays inondé de Saeftinghe
Le pays inondé de Saeftinghe est aujourd'hui une réserve naturelle de Zélande aux Pays-Bas. C'est une zone de marais salés sur la rive gauche de l'Escaut occidental immédiatement en aval de la frontière belgo-néerlandaise. C'est aussi la plus grande zone d'eau saumâtre d'Europe occidentale. Autrefois, Saeftinghe était un polder prospère.

## Histoire

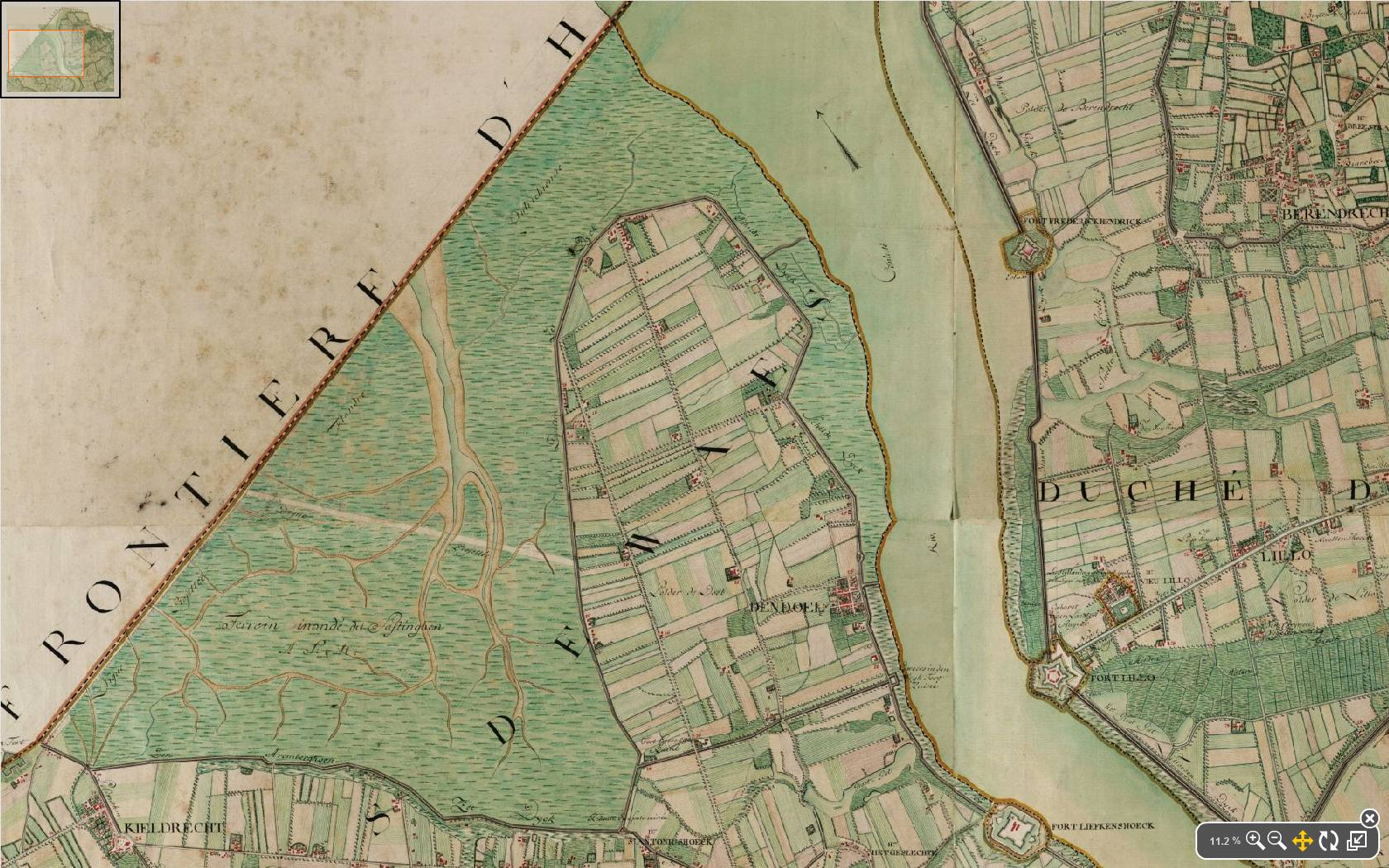
Carte de 1775, même de l'autre côté de la frontière, en Belgique, l'endroit était désigné comme la terre inondée de Saeftinghe.

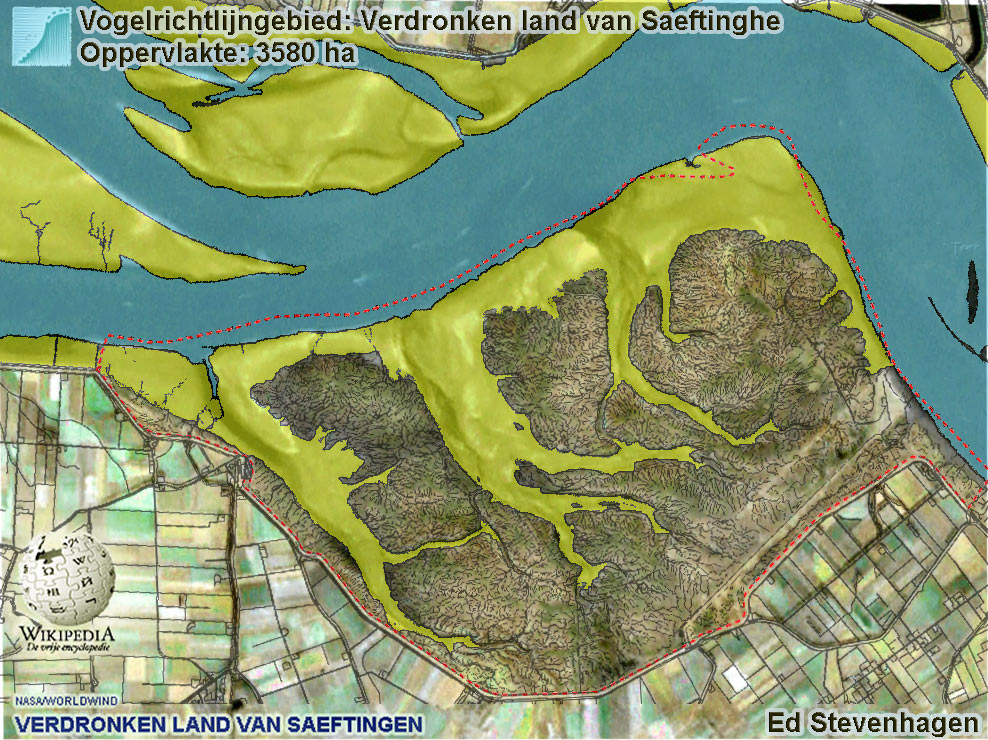
Carte du pays inondé de Saeftinghe.

Saeftinghe est une terre récupérée au XIIIe siècle sous la gestion de l'abbaye de Ter Doest, dont un des résidents les plus connus était Willem van Saeftinghe.
Jusqu'à 1570 Saeftinghe avait des polders très fertiles. Beaucoup de gens venaient là pour vivre de l'agriculture ou de l'extraction de tourbe.
La région comptait quatre villages : Saeftinghe, Namen, Saint-Laureins et Casuwele et plusieurs hameaux. La zone a été dès le XIIe siècle régulièrement menacée par les inondations. Lors de l'inondation de la Toussaint en 1570, déjà elle était presque entièrement inondée. Quatre ans plus tard une nouvelle inondation va jusqu'à Verrebroek et Kallo en Belgique. Seuls la ville de Saeftinghe et quelques bâtiments restent hors d'eau comme la tour de Namen. Les cloches ont été retirées de la tour et remontées dans le village voisin de Graauw. Le fort a continué à servir comme péage temporaire. Au cours de la guerre de Quatre-Vingts Ans, elle servait de base stratégique, en 1584 des soldats néerlandais ont été obligés de rompre une digue et la ville fut inondée. Au XVIIe siècle des digues ont été reconstruites, et en 1907 le Hedwigepolder est le dernier polder reconquis sur la mer. Maintenant le hameau Getijhaven est au bord du marais.
Le Hedwigepolder doit être noyé pour créer une nouvelles zone naturelle destinée à compenser les pertes dues à l'approfondissement de l'Escaut.
Parfois, l'Escaut restitue des vestiges des villages perdus. Malheureusement, l'élévation du niveau de la mer fait que les chances d'en retrouver s’amenuisent.
À l'origine la région de Saeftinge comptait cinq ports néerlandais : Paal, Emmadorp, Baalhoek, Hertogin Hedwighaven et Kruispolderhaven et un port belge : Prosperhaven. De nos jours seul le port de Paal existe toujours.

## Géographie
Le pays inondé de Saeftinghe est une zone de marais salé dans l'Escaut ; c'est la plus grande zone d'eau saumâtre d'Europe occidentale[réf. nécessaire]. Une zone a été attribué à la centrale nucléaire de Doel. La région fait 3580 hectares et peut être comparée à un delta avec du slikke.
Dans les années 1950, un projet visait à récupérer cette terre. Pour cela une digue aurait été construite au nord. Mais ce plan a été abandonné et cette région est devenue une réserve naturelle.
À la même époque un autre projet visait à raccourcir la voie d'eau navigable de l'Escaut par un canal coupant au plus court. Ce plan a également été abandonné parce qu'il aurait causé trop de dégâts à l'environnement. Mais la région est actuellement encore en danger à cause du drainage de l'Escaut occidental, ce qui érode les côtes et menace la nature.
Les répercussions sur la nature de cette dépoldérisation sont bien documentées. Les études montrent que de nombreuses espèces en ont bénéficié,.

## Nature
Dans la zone de marais salants une flore typique d'un environnement en eau saumâtre s'est développé. Des espèces telles que la Cochléaire officinale, l'aster maritime et Scirpe maritime s'y rencontrent. La végétation se modifie avec le temps, des plantes typiques des marais sont remplacées par le roseau. La zone est aussi importante pour les oiseaux nicheurs et migrateurs.

### Flore
La zone est couverte à 70 % avec des plantes de marais et des roseaux. Le reste est constitué de bancs de sable, des ravins et de ruisseaux. Le passage de la zone salée à la zone d'eau douce se fait progressivement, la partie ouest étant plus salée que l'est. La zone des marais salés a développé une flore typiques des zones saumâtre. Des espèces comme la Cochléaire officinale, l'aster, dos, la troscart maritime, la puccinellia, sont souvent rencontrés. Moins fréquents sont le céleri, l'écran d'or fin, l'herbe longue barbe et la belle centaurée. Lorsque le marais salant vieillit et s'adoucit, la végétation se modifie. Les plantes typiques des prés-salés sont alors par endroits remplacées par des roseaux. Dans la partie orientale de la région se trouvent de vastes roselières. De grandes parties du pré-salé servent de pâture à des bœufs, ce qui profite surtout aux plantes de pré-salé, réduisant ou arrêtant de ce fait l'extension des roseaux.

### Oiseaux
Le pays inondé de Saeftinghe est un domaine important pour la nidification de nombreux oiseaux et pour le passage d'oiseaux migrateurs. Au printemps les roseaux voient l'éclosion de l'oie cendrée, du busard des roseaux, de la mésange à moustaches, du gorge bleue, du râle d'eau, du phragmite des joncs, de la rousserolle effarvatte, de la locustelle luscinioïde, du bruant des roseaux de la locustelle tachetée aussi régulièrement de la marouette ponctuée. En hiver, les roseaux abritent le busard Saint-Martin. L'homme a amené quelques espèces comme l'oie cendrée. Dans les années 1940 et 1950, l'espèce comptait environ 200 individus. Depuis 1975, le nombre a augmenté jusqu'à environ 1 500 et de 25 000 à 40 000 dans les années 1990. Depuis les années 2000, le nombre baisse un peu. Le grand nombre d'oies attirent de nombreux oiseaux de proie, surtout en hiver, comme la pygargue à queue blanche. Environ 5 000 à 7 000 pipits marins viennent hiverner. Cette espèce se nourrit principalement de Assiminea grayana.

### Poissons
Le pays de Saeftinghe oriental voit l'alevinage ou la reproduction de nombreux poissons, crevettes et crabes. L'endroit offre de l'eau salée, saumâtre et de l'eau douce. Les espèces qui sont régulièrement observées ici sont le flet, la gobie, la plie, l'épinoche à trois épines, le liza ramada, le mulet lippu, le hareng, le Syngnathus rostellatus, l'anguille et le bar. Avec les poissons, la crevette grise, la crevette d'eau saumâtre (Palaemonetes varians) et les crabes de terre représentent clés de l'participent à l'épifaune qui permet la décomposition de matières organiques.

### Mammifères
En 1990, pour la première fois depuis trente ans, un phoque commun a été aperçu dans les eaux de Saeftinghe. Cet animal peut trouver sa nourriture ainsi que des aires repos. On peut aussi trouver le Rattus norvegicus, le rat musqué, le lapin, le lièvre, le renard et occasionnellement le putois, le chevreuil et l'hermine. La présence du renard diminue le nombre de certains oiseaux nicheurs et de certaines colonies comme les oies et les canards. Ces espèces doivent s'adapter au renard si elles veulent garder une bonne chance de reproduction, comme l'emplacement des nids.

### Insectes
Saeftinghe abrite une population de plusieurs milliers à plusieurs dizaines de milliers d'abeilles rauques (Colletes halophilus). Cette abeille solitaire creuse un nid dans le sable et se limite aux marais de sable fin, un habitat rare aujourd'hui. Dans cette zone on trouve l'Epeolus tarsalis, un parasite des nids d'oiseaux et Mimumesa sibiricina, une espèce européens rares de guêpe, en Europe occidentale, ne vit que quelques populations isolées, y compris ceux de la région du delta. Saeftinghe abrite aussi une population de taons, Haematopota bigoti et Hybomitra de expollicata. Les larves de deux espèces vivent dans les marais saumâtres.

## Gestion et visite
La région est gérée par la Fondation dans le paysage Zélande et attire de nombreux visiteurs. Seule une petite portion de 300 hectares près de Emmadorp est visitable. L'alternance des champs boueux de ravines et des gazebos peut rendre tout déplacement très difficile. Un centre d'accueil dans le village de Emmadorp permet d'organiser des excursions.

## Légende
Une légende populaire veut que l'origine des malheurs est la suivante. Les villageois de Saeftinghe étaient vains et arrogants, ce qui est un péché capital. Ils s'habillaient avec de la soie, et leurs chevaux avaient des mors en argent. Un jour, un pêcheur a attrapé une sirène. Celle-ci a dit que la ville devrait changer de comportement. Quand son mari Triton demanda sa libération, le pêcheur a hurlé son refus. C'est alors que Triton a lancé un sort : « La terre de Saefthinghe périra, seules ses tours resteront debout ». Parfois on peut apercevoir des zones blanches dans le brouillard, ce serait les esprits des personnes noyées qui continuent à errer. La cloche de la ville engloutie de Namen implore de l'aide.
La bande dessinée Bob et Bobette reprend l'histoire de Saeftinghe et du pays noyé de Saeftinghe.

Panorama de la cabane des oiseaux.